# Craft-Bamboo Racing
La Craft-Bamboo Racing è una scuderia automobilistica anglo-hongkonghese, nata dalla fusione tra la britannica Bamboo Engineering e la hongkonghese Craft Racing. Fin dalla sua nascita è stata fortemente impegnata sia in Europa che in Asia, soprattutto in competizioni per vetture turismo e gran turismo. Attualmente milita nel Blancpain GT World Challenge Asia e nelle FRD LMP3 Series.

## Storia

### GT Asia Series e Blancpain GT Series Asia
Come detto, la scuderia è nata nel 2014 in seguito alla fusione tra la Bamboo Engineering e la Craft Racing. Proprio quest'ultima era già impegnata nelle GT Asia Series, il principale campionato asiatico riservato a vetture gran turismo. La neonata scuderia ha scelto di continuare questo programma con le due Aston Martin Vantage GT3 precedentemente di proprietà della Craft Racing, ottenendo anche il supporto della Aston Martin. La prima vettura è stata affidata al direttore della scuderia Frank Yu, al fianco del quale si sono alternati diversi piloti. Anche sulla seconda vettura sono stati ingaggiati vari piloti che si sono alternati durante le varie gare. Il pilota hongkonghese ha ottenuto buoni risultati durante le prime gare stagionali, riuscendo anche ad aggiudicarsi la pole position per la gara ad Autopolis per poi classificarsi in seconda posizione. Nel penultimo weekend stagionale, in Malesia, Yu ha infine ottenuto la sua prima vittoria arrivando al finale di stagione ancora in lotta per il titolo piloti. Gli scarsi risultati ottenuti lo hanno però fatto concludere al settimo posto.
Nel 2015 la scuderia si è nuovamente iscritta con le sue due vetture, ma ha scelto di ingaggiare piloti a tempo pieno. Sulla prima auto è stato confermato Yu, accanto al quale è stato ingaggiato il britannico Richard Lyons, mentre sulla seconda sono stati ingaggiati Darryl O'Young e Jonathan Venter. Al debutto stagionale, in Corea del Sud, Yu e Lyons hanno ottenuto la pole position, mentre O'Young e Venter hanno vinto gara 2. Durante la pausa estiva, a causa di un infortunio che ha costretto Venter a terminare anzitempo la stagione, è stato ingaggiato Daniel Lloyd per le ultime gare stagionali.
Il pilota inglese ha ottenuto un terzo posto al debutto con la scuderia in Malesia, per poi vincere entrambe le gare in Cina, permettendo alla sua vettura di presentarsi in prima posizione all'ultima gara stagionale. Alcuni problemi durante le qualifiche hanno permesso agli inseguitori di riavvicinarsi alla vettura in classifica, ma la vittoria di O'Young in gara 2 gli ha permesso di aggiudicarsi il titolo piloti.
Nel 2016 la scuderia ha annunciato la firma di un nuovo accordo con la Porsche, diventando partner tecnico ufficiale della casa tedesca nell'Asia Pacifica. Per questo motivo ha venduto le sue due Aston Martin e ha acquistato due nuove Porsche 911 GT3 R. Sulla prima vettura sono stati confermati Yu e Lyons, mentre sulla seconda, accanto a O'Young, è stato ingaggiato Naiyanobh Bhirombhakdi. Nonostante il nuovo accordo e le nuove vetture, la stagione si è rivelata decisamente meno ricca di successi rispetto a quella precedente. Nessuna delle due vetture è infatti ad ottenere neanche una vittoria e solo una pole position, ottenuta da Yu e Lyons in Giappone. Durante questo weekend i due piloti hanno anche ottenuto gli unici due podi stagionali. Al termine della stagione, tuttavia, entrambi gli equipaggi sono finiti ampiamente fuori dalla top ten in classifica generale.
Nel 2017 le GT Asia Series sono state assorbite dal campionato cinese gran turismo. Contemporaneamente l'SRO Group, organizzatore di molti campionati gran turismo nel mondo, ha annunciato la fondazione di un nuovo campionato, le Blancpain GT Series Asia, che è diventato il nuovo campionato di riferimento per vetture gran turismo in Asia. La scuderia ha così scelto di iscrivere le sue due Porsche a questo nuovo campionato. A differenza della stagione precedente, tuttavia, la Craft-Bamboo non è riuscita a ingaggiare piloti a tempo pieno. Il solo O'Young ha disputato l'intera stagione. Rispetto al 2016 la scuderia è riuscita a migliorare notevolmente i suoi risultati. O'Young, in coppia con il cinese Peter Li, ha ottenuto la prima pole position in Giappone, a cui ne ha fatto seguito una seconda nella gara successiva, ad opera di Nick Foster e Devon Modell. Il pilota hongkonghese ha inoltre ottenuto l'unica vittoria della scuderia, al penultimo round in Cina.
Nel 2018 sono stati nuovamente ingaggiati due equipaggi a tempo pieno, composti da O'Young e Aidan Read e da Shae Davies e Sandy Stuvik. I risultati non sono stati tuttavia all'altezza dell'anno precedente. L'unico podio stagionale è stato ottenuto da Davies e Stuvik, che si sono classificati secondi in Giappone.

### TCR International Series

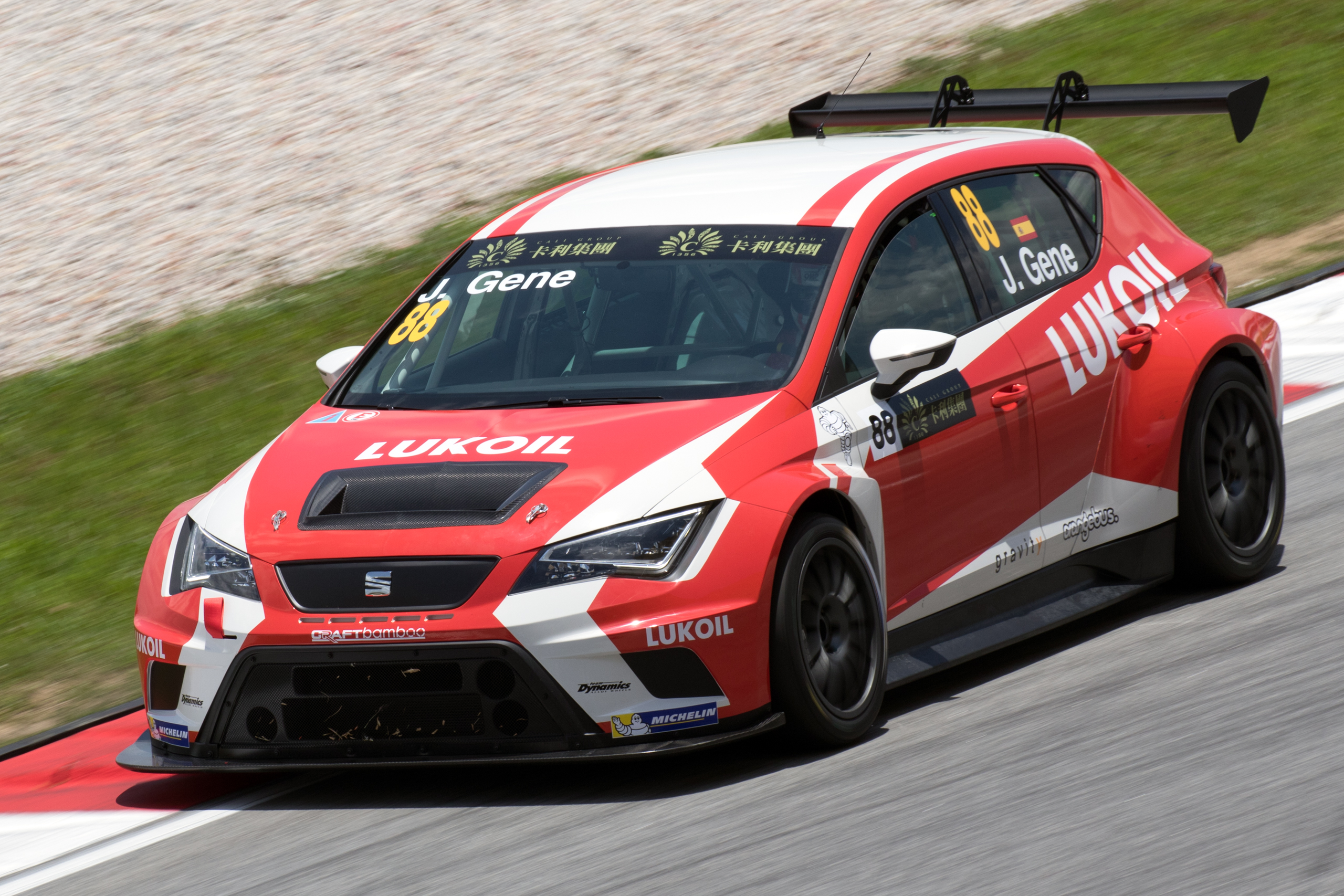
Jordi Gené a Sepang nel 2015

Prima della fusione, la Bamboo Engineering aveva militato per diversi anni nel campionato del mondo turismo, ritirandosi nel 2014 a causa dell'introduzione delle costose specifiche TC1. Nel 2015 la scuderia ha firmato un contratto di sponsorizzazione con la Lukoil e si è iscritto alle TCR International Series, campionato caratterizzato da costi sensibilmente inferiori rispetto al WTCC. Per partecipare a questa nuova competizione sono state acquistate tre nuove SEAT León TCR, alla guida delle quali sono stati ingaggiati i piloti ufficiali SEAT Pepe Oriola e Jordi Gené, oltre al russo Sergej Afanas'ev. Potendo contare su un pacchetto di vetture e piloti molto competitivo, la scuderia ha ottenuto diverse vittorie grazie a Oriola e Gené. I due piloti spagnoli si sono classificati rispettivamente secondo e terzo, mentre la scuderia si è classificata seconda.
Nel 2016 è stato ingaggiato l'Inghilterra James Nash (già impegnato per diversi anni con la Bamboo Engineering nel WTCC), che ha preso il posto di Gené, mentre Oriola e Afanas'ev hanno rinnovato i loro contratti. Anche quest'anno la scuderia ha ottenuto ottimi risultati. Oriola ha ottenuto ben quattro vittorie mentre James Nash ne ha ottenute due. Quest'ultimo ha inoltre sfiorato la vittoria del titolo, perdendolo solo a causa dei problemi avuti nell'ultima gara. Nonostante ciò la scuderia è riuscita ad aggiudicarsi il titolo riservato alle scuderie.
Nel 2017 sono stati confermati Oriola e James Nash, accanto ai quali è stato ingaggiato l'ex pilota ufficiale Lada nel WTCC Hugo Valente. Dopo tre gare, tuttavia, il francese ha deciso di ritirarsi dalle corse e al suo posto è stato ingaggiato l'ex pilota ufficiale MG nel campionato britannico turismo Daniel Lloyd, che aveva già corso con il team nelle GT Asia Series. A causa di una concorrenza sempre più forte, la scuderia ha ottenuto solo due vittorie (entrambe per mano di Oriola) senza vincer alcun titolo.
A fine stagione le TCR International Series si sono fuse con il WTCC formando la coppa del mondo turismo. La scuderia, avendo perso la sponsorizzazione della Lukoil, non ha potuto iscriversi al nuovo campionato e ha invece optato per il passaggio TCR Europe Series con due vetture. Non essendo però riuscita ad accantonare un budget sufficiente, è stata in seguito costretta a rinunciare al programma.

## Risultati

### GT Asia Series
| Anno | Vettura                      | Pilota                 | 1         | 2         | 3         | 4        | 5         | 6        | 7        | 8        | 9         | 10       | 11        | 12      | 13    | PP  | Punti | PS | Punti |
| ---- | ---------------------------- | ---------------------- | --------- | --------- | --------- | -------- | --------- | -------- | -------- | -------- | --------- | -------- | --------- | ------- | ----- | --- | ----- | -- | ----- |
| 2014 | Aston Martin V12 Vantage GT3 | Frank Yu               | COR 1 3   | COR 2 5   | AUT 1 2   | AUT 2 SQ | FUJ 1 Rit | FUJ 2 3  | SEP 1 6  | SEP 2 9  | SEP 3 Rit | SEP 4 3  | SHA 1 2   | SHA 2 6 | MAC 6 | 7°  | 122   | 2° | 185   |
| 2014 | Aston Martin V12 Vantage GT3 | Warren Luff            | COR 1 3   | COR 2 5   | AUT 1     | AUT 2    | FUJ 1     | FUJ 2    | SEP 1    | SEP 2    | SEP 3     | SEP 4    | SHA 1     | SHA 2   | MAC   | 25° | 23    | 2° | 185   |
| 2014 | Aston Martin V12 Vantage GT3 | Richard Lyons          | COR 1     | COR 2     | AUT 1 2   | AUT 2 SQ | FUJ 1     | FUJ 2    | SEP 1    | SEP 2    | SEP 3     | SEP 4    | SHA 1 2   | SHA 2 6 | MAC   | 17° | 40    | 2° | 185   |
| 2014 | Aston Martin V12 Vantage GT3 | Stefan Mücke           | COR 1     | COR 2     | AUT 1     | AUT 2    | FUJ 1 Rit | FUJ 2 3  | SEP 1 6  | SEP 2 9  | SEP 3 Rit | SEP 4 3  | SHA 1     | SHA 2   | MAC   | 15° | 51    | 2° | 185   |
| 2014 | Aston Martin V12 Vantage GT3 | Tacksung Kim           | COR 1 8   | COR 2 9   | AUT 1     | AUT 2    | FUJ 1     | FUJ 2    | SEP 1    | SEP 2    | SEP 3     | SEP 4    | SHA 1     | SHA 2   | MAC   | 46° | 11    | 2° | 185   |
| 2014 | Aston Martin V12 Vantage GT3 | Natasha Seatter        | COR 1 8   | COR 2 9   | AUT 1     | AUT 2    | FUJ 1     | FUJ 2    | SEP 1    | SEP 2    | SEP 3     | SEP 4    | SHA 1     | SHA 2   | MAC   | 46° | 11    | 2° | 185   |
| 2014 | Aston Martin V12 Vantage GT3 | Carlo van Dam          | COR 1     | COR 2     | AUT 1 4   | AUT 2 6  | FUJ 1     | FUJ 2    | SEP 1    | SEP 2    | SEP 3     | SEP 4    | SHA 1     | SHA 2   | MAC   | 31° | 18    | 2° | 185   |
| 2014 | Aston Martin V12 Vantage GT3 | S Tannart              | COR 1     | COR 2     | AUT 1 4   | AUT 2 6  | FUJ 1     | FUJ 2    | SEP 1    | SEP 2    | SEP 3     | SEP 4    | SHA 1     | SHA 2   | MAC   | 31° | 18    | 2° | 185   |
| 2014 | Aston Martin V12 Vantage GT3 | Jonathan Venter        | COR 1     | COR 2     | AUT 1     | AUT 2    | FUJ 1 6   | FUJ 2 8  | SEP 1 NC | SEP 2 6  | SEP 3 6   | SEP 4 10 | SHA 1     | SHA 2   | MAC   | 20° | 34    | 2° | 185   |
| 2014 | Aston Martin V12 Vantage GT3 | Kevin Gleason          | COR 1     | COR 2     | AUT 1     | AUT 2    | FUJ 1 6   | FUJ 2 8  | SEP 1    | SEP 2    | SEP 3     | SEP 4    | SHA 1     | SHA 2   | MAC   | 45° | 14    | 2° | 185   |
| 2014 | Aston Martin V12 Vantage GT3 | Daniel Bilski          | COR 1     | COR 2     | AUT 1     | AUT 2    | FUJ 1     | FUJ 2    | SEP 1 NC | SEP 2 6  | SEP 3 6   | SEP 4 10 | SHA 1     | SHA 2   | MAC   | 30° | 20    | 2° | 185   |
| 2015 | Aston Martin V12 Vantage GT3 | Darryl O'Young         | COR 1 Rit | COR 2 1   | OKA 1 4   | OKA 2 3  | FUJ 1 9   | FUJ 2    | SEP 3    | SHA 1    | SHA 2 1   | CHA 1 4  | CHA 2 1   |         |       | 1°  | 155   | 2° | 209   |
| 2015 | Aston Martin V12 Vantage GT3 | Jonathan Venter        | COR 1 Rit | COR 2 1   | OKA 1 4   | OKA 2 3  | FUJ 1 9   | FUJ 2    | SEP      | SHA 1    | SHA 2     | CHA 1    | CHA 2     |         |       | 16° | 63    | 2° | 209   |
| 2015 | Aston Martin V12 Vantage GT3 | Daniel Lloyd           | COR 1     | COR 2     | OKA 1     | OKA 2    | FUJ 1     | FUJ 2    | SEP 3    | SHA 1    | SHA 2 1   | CHA 1 4  | CHA 2 1   |         |       | 9°  | 92    | 2° | 209   |
| 2015 | Aston Martin V12 Vantage GT3 | Frank Yu               | COR 1 3   | COR 2 9   | OKA 1 12  | OKA 2    | FUJ 1 11  | FUJ 2 17 | SEP 10   | SHA 1 10 | SHA 2 7   | CHA 1 6  | CHA 2 8   |         |       | 12° | 72    | 2° | 209   |
| 2015 | Aston Martin V12 Vantage GT3 | Richard Lyons          | COR 1 3   | COR 2 9   | OKA 1 12  | OKA 2    | FUJ 1 11  | FUJ 2 17 | SEP 10   | SHA 1 10 | SHA 2 7   | CHA 1 6  | CHA 2 8   |         |       | 12° | 72    | 2° | 209   |
| 2016 | Porsche 911 GT3 R            | Darryl O'Young         | COR 1 9   | COR 2 8   | CHA 1 Rit | CHA 2 9  | OKA 1 9   | OKA 2 9  | FUJ 1 4  | FUJ 2 9  | SHA 1 11  | SHA 2 8  | SHA 1 Rit | SHA 2 8 |       | 20° | 55    | 4° | 140   |
| 2016 | Porsche 911 GT3 R            | Naiyanobh Bhirombhakdi | COR 1 9   | COR 2 8   | CHA 1 Rit | CHA 2 9  | OKA 1 9   | OKA 2 9  | FUJ 1 4  | FUJ 2 9  | SHA 1 11  | SHA 2 8  | SHA 1 Rit | SHA 2 8 |       | 20° | 55    | 4° | 140   |
| 2016 | Porsche 911 GT3 R            | Frank Yu               | COR 1 15  | COR 2 Rit | CHA 1 7   | CHA 2 7  | OKA 1 10  | OKA 2 10 | FUJ 1 3  | FUJ 2 3  | SHA 1 10  | SHA 2 11 | SHA 1 4   | SHA 2 6 |       | 17° | 74    | 4° | 140   |
| 2016 | Porsche 911 GT3 R            | Richard Lyons          | COR 1 15  | COR 2 Rit | CHA 1 7   | CHA 2 7  | OKA 1 10  | OKA 2 10 | FUJ 1 3  | FUJ 2 3  | SHA 1 10  | SHA 2 11 | SHA 1 4   | SHA 2 6 |       | 17° | 74    | 4° | 140   |

### Blancpain GT Series Asia
| Anno | Classe | Vettura                         | Pilota                 | 1        | 2        | 3        | 4        | 5        | 6        | 7         | 8         | 9         | 10       | 11        | 12        | PP  | Punti | PS | Punti |
| ---- | ------ | ------------------------------- | ---------------------- | -------- | -------- | -------- | -------- | -------- | -------- | --------- | --------- | --------- | -------- | --------- | --------- | --- | ----- | -- | ----- |
| 2017 | GT3    | Porsche 911 GT3 R               | Darryl O'Young         | SEP 1 17 | SEP 2 11 | BUR 1 11 | BUR 2 9  | SUZ 1 4  | SUZ 2 4  | FUJ 1 10  | FUJ 2 12  | SHA 1 6   | SHA 2 1  | ZHE 1 12  | ZHE 2 NP  | 8°  | 62    | 4° | 139   |
| 2017 | GT3    | Porsche 911 GT3 R               | Peter Li               | SEP 1 17 | SEP 2 11 | BUR 1    | BUR 2    | SUZ 1 4  | SUZ 2 4  | FUJ 1 10  | FUJ 2 12  | SHA 1     | SHA 2    | ZHE 1 12  | ZHE 2 NP  | 20° | 25    | 4° | 139   |
| 2017 | GT3    | Porsche 911 GT3 R               | Marvin Dienst          | SEP 1    | SEP 2    | BUR 1    | BUR 2    | SUZ 1    | SUZ 2    | FUJ 1     | FUJ 2     | SHA 1 6   | SHA 2 1  | ZHE 1     | ZHE 2     | 15° | 35    | 4° | 139   |
| 2017 | GT3    | Porsche 911 GT3 R               | Devon Modell           | SEP 1    | SEP 2    | BUR 1 11 | BUR 2 9  | SUZ 1 2  | SUZ 2 8  | FUJ 1 2   | FUJ 2 11  | SHA 1 Rit | SHA 2 9  | ZHE 1 9   | ZHE 2     | 7°  | 66    | 4° | 139   |
| 2017 | GT3    | Porsche 911 GT3 R               | Joël Camathias         | SEP 1 7  | SEP 2 7  | BUR 1    | BUR 2    | SUZ 1    | SUZ 2    | FUJ 1     | FUJ 2     | SHA 1     | SHA 2    | ZHE 1     | ZHE 2     | 26° | 12    | 4° | 139   |
| 2017 | GT3    | Porsche 911 GT3 R               | Jules Gounon           | SEP 1 7  | SEP 2 7  | BUR 1    | BUR 2    | SUZ 1    | SUZ 2    | FUJ 1     | FUJ 2     | SHA 1     | SHA 2    | ZHE 1     | ZHE 2     | 26° | 12    | 4° | 139   |
| 2017 | GT3    | Porsche 911 GT3 R               | Chris van der Drift    | SEP 1    | SEP 2    | BUR 1 10 | BUR 2 13 | SUZ 1    | SUZ 2    | FUJ 1     | FUJ 2     | SHA 1     | SHA 2    | ZHE 1     | ZHE 2     | 33° | 1     | 4° | 139   |
| 2017 | GT3    | Porsche 911 GT3 R               | Naiyanobh Bhirombhakdi | SEP 1    | SEP 2    | BUR 1 10 | BUR 2 13 | SUZ 1    | SUZ 2    | FUJ 1     | FUJ 2     | SHA 1     | SHA 2    | ZHE 1     | ZHE 2     | 33° | 1     | 4° | 139   |
| 2017 | GT3    | Porsche 911 GT3 R               | Nick Foster            | SEP 1    | SEP 2    | BUR 1    | BUR 2    | SUZ 1 2  | SUZ 2 8  | FUJ 1 2   | FUJ 2 11  | SHA 1 Rit | SHA 2 9  | ZHE 1     | ZHE 2     | 13° | 44    | 4° | 139   |
| 2017 | GT3    | Porsche 911 GT3 R               | Andre Heimgartner      | SEP 1    | SEP 2    | BUR 1    | BUR 2    | SUZ 1    | SUZ 2    | FUJ 1     | FUJ 2     | SHA 1     | SHA 2    | ZHE 1 9   | ZHE 2     | 22° | 20    | 4° | 139   |
| 2017 | GT4    | Porsche Cayman GT4 Clubsport MR | Jean-Marc Merlin       | SEP 1 22 | SEP 2 22 | BUR 1 SQ | BUR 2 15 | SUZ 1 22 | SUZ 2 24 | FUJ 1 24  | FUJ 2 28  | SHA 1 20  | SHA 2 25 | ZHE 1 17  | ZHE 2 17  | 1°  | 216   | 1° | 216   |
| 2017 | GT4    | Porsche Cayman GT4 Clubsport MR | Frank Yu               | SEP 1 22 | SEP 2 22 | BUR 1 SQ | BUR 2 15 | SUZ 1 22 | SUZ 2 24 | FUJ 1 24  | FUJ 2 28  | SHA 1 20  | SHA 2 25 | ZHE 1 17  | ZHE 2 17  | 1°  | 216   | 1° | 216   |
| 2018 | GT3    | Porsche 911 GT3 R               | Shae Davies            | SEP 1 10 | SEP 2 12 | BUR 1 11 | BUR 2 8  | SUZ 1 2  | SUZ 2 5  | FUJ 1 Rit | FUJ 2 8   | SHA 1 9   | SHA 2 8  | NIN 1 Rit | NIN 2 Rit | 16° | 43    | 6° | 58    |
| 2018 | GT3    | Porsche 911 GT3 R               | Sandy Stuvik           | SEP 1 10 | SEP 2 12 | BUR 1 11 | BUR 2 8  | SUZ 1 2  | SUZ 2 5  | FUJ 1 Rit | FUJ 2 8   | SHA 1 9   | SHA 2 8  | NIN 1 Rit | NIN 2 Rit | 16° | 43    | 6° | 58    |
| 2018 | GT3    | Porsche 911 GT3 R               | Aidan Read             | SEP 1 11 | SEP 2 14 | BUR 1 14 | BUR 2 17 | SUZ 1 28 | SUZ 2 9  | FUJ 1 14  | FUJ 2 17  | SHA 1 5   | SHA 2 12 | NIN 1 9   | NIN 2 Rit | 24° | 14    | 6° | 58    |
| 2018 | GT3    | Porsche 911 GT3 R               | Darryl O'Young         | SEP 1 11 | SEP 2 14 | BUR 1 14 | BUR 2 17 | SUZ 1 28 | SUZ 2 9  | FUJ 1 14  | FUJ 2 17  | SHA 1 5   | SHA 2 12 | NIN 1 9   | NIN 2 Rit | 24° | 14    | 6° | 58    |
| 2018 | GT4    | Porsche Cayman GT4 Clubsport MR | Jean-Marc Merlin       | SEP 1 18 | SEP 2 24 | BUR 1 21 | BUR 2 22 | SUZ 1 27 | SUZ 2 23 | FUJ 1     | FUJ 2     | SHA 1     | SHA 2    | NIN 1     | NIN 2     | 9°  | 75    | 6° | 79    |
| 2018 | GT4    | Porsche Cayman GT4 Clubsport MR | Frank Yu               | SEP 1 18 | SEP 2 24 | BUR 1 21 | BUR 2 22 | SUZ 1 27 | SUZ 2 23 | FUJ 1     | FUJ 2     | SHA 1     | SHA 2    | NIN 1     | NIN 2     | 9°  | 75    | 6° | 79    |
| 2018 | GT4    | Mercedes-AMG GT4                | Diana Rosario          | SEP 1    | SEP 2    | BUR 1    | BUR 2    | SUZ 1    | SUZ 2    | FUJ 1     | FUJ 2     | SHA 1 29  | SHA 2 27 | NIN 1 18  | NIN 2 20  | NC  | 0     | 6° | 79    |
| 2018 | GT4    | Mercedes-AMG GT4                | James Tang             | SEP 1    | SEP 2    | BUR 1    | BUR 2    | SUZ 1    | SUZ 2    | FUJ 1     | FUJ 2     | SHA 1 29  | SHA 2 27 | NIN 1     | NIN 2     | NC  | 0     | 6° | 79    |
| 2018 | GT4    | Mercedes-AMG GT4                | Naomi Zhang            | SEP 1    | SEP 2    | BUR 1    | BUR 2    | SUZ 1    | SUZ 2    | FUJ 1     | FUJ 2     | SHA 1     | SHA 2    | NIN 1 18  | NIN 2 20  | NC  | 0     | 6° | 79    |
| 2019 | GT3    | Mercedes-AMG GT3                | Jeffrey Lee            | SEP 1    | SEP 2 20 | BUR 1 13 | BUR 2 15 | SUZ 1 16 | SUZ 2 1  | FUJ 1 16  | FUJ 2 16  | COR 1 Rit | COR 2 12 | SHA 1 14  | SHA 2     | 11° | 68    | 5° | 97    |
| 2019 | GT3    | Mercedes-AMG GT3                | Alessio Picariello     | SEP 1    | SEP 2 20 | BUR 1 13 | BUR 2 15 | SUZ 1 16 | SUZ 2 1  | FUJ 1 16  | FUJ 2 16  | COR 1     | COR 2    | SHA 1 14  | SHA 2     | 11° | 68    | 5° | 97    |
| 2019 | GT3    | Mercedes-AMG GT3                | Maximilian Götz        | SEP 1    | SEP 2    | BUR 1    | BUR 2    | SUZ 1    | SUZ 2    | FUJ 1     | FUJ 2     | COR 1 Rit | COR 2 12 | SHA 1     | SHA 2     | NC  | 0     | 5° | 97    |
| 2019 | GT3    | Mercedes-AMG GT3                | Christina Nielsen      | SEP 1 7  | SEP 2 3  | BUR 1 12 | BUR 2 14 | SUZ 1 7  | SUZ 2 10 | FUJ 1 13  | FUJ 2 3   | COR 1 12  | COR 2 11 | SHA 1 13  | SHA 2 9   | 16° | 45    | 5° | 97    |
| 2019 | GT3    | Mercedes-AMG GT3                | Darryl O'Young         | SEP 1 7  | SEP 2 3  | BUR 1 12 | BUR 2 14 | SUZ 1 7  | SUZ 2 10 | FUJ 1 13  | FUJ 2 3   | COR 1 12  | COR 2 11 | SHA 1 13  | SHA 2 9   | 16° | 45    | 5° | 97    |
| 2019 | GT3    | Mercedes-AMG GT3                | Daniel Au              | SEP 1 20 | SEP 2 22 | BUR 1 22 | BUR 2 17 | SUZ 1 20 | SUZ 2 21 | FUJ 1 16  | FUJ 2 Rit | COR 1 16  | COR 2 17 | SHA 1 21  | SHA 2 18  | NC  | 0     | 5° | 97    |
| 2019 | GT3    | Mercedes-AMG GT3                | Melvin Moh             | SEP 1 20 | SEP 2 22 | BUR 1 22 | BUR 2 17 | SUZ 1 20 | SUZ 2 21 | FUJ 1 16  | FUJ 2 Rit | COR 1 16  | COR 2 17 | SHA 1 21  | SHA 2 18  | NC  | 0     | 5° | 97    |
| 2019 | GT4    | Mercedes-AMG GT4                | Jean-Marc Merlin       | SEP 1 26 | SEP 2 26 | BUR 1 24 | BUR 2 22 | SUZ 1 26 | SUZ 2 23 | FUJ 1 21  | FUJ 2 25  | COR 1     | COR 2    | SHA 1 27  | SHA 2 Rit | 4°  | 142   | 3° | 179   |
| 2019 | GT4    | Mercedes-AMG GT4                | Frank Yu               | SEP 1 26 | SEP 2 26 | BUR 1 24 | BUR 2 22 | SUZ 1 26 | SUZ 2 23 | FUJ 1     | FUJ 2     | COR 1 17  | COR 2 21 | SHA 1     | SHA 2     | 6°  | 134   | 3° | 179   |
| 2019 | GT4    | Mercedes-AMG GT4                | David Pun              | SEP 1    | SEP 2    | BUR 1    | BUR 2    | SUZ 1    | SUZ 2    | FUJ 1 21  | FUJ 2 25  | COR 1     | COR 2    | SHA 1     | SHA 2     | 11° | 35    | 3° | 179   |
| 2019 | GT4    | Mercedes-AMG GT4                | Richard Wee            | SEP 1    | SEP 2    | BUR 1    | BUR 2    | SUZ 1    | SUZ 2    | FUJ 1     | FUJ 2     | COR 1 17  | COR 2 21 | SHA 1     | SHA 2     | 10° | 37    | 3° | 179   |
| 2019 | GT4    | Mercedes-AMG GT4                | Douglas Khoo           | SEP 1    | SEP 2    | BUR 1    | BUR 2    | SUZ 1    | SUZ 2    | FUJ 1     | FUJ 2     | COR 1     | COR 2    | SHA 1 27  | SHA 2 Rit | 17° | 10    | 3° | 179   |

### Campionato del mondo turismo
| Anno | Vettura                 | Pilota              | 1        | 2        | 3         | 4         | 5        | 6        | 7        | 8        | 9        | 10       | 11        | 12       | 13       | 14       | 15       | 16       | 17       | 18       | 19        | 20       | 21      | 22       | 23        | 24       | PP  | Punti | PS | Punti |
| ---- | ----------------------- | ------------------- | -------- | -------- | --------- | --------- | -------- | -------- | -------- | -------- | -------- | -------- | --------- | -------- | -------- | -------- | -------- | -------- | -------- | -------- | --------- | -------- | ------- | -------- | --------- | -------- | --- | ----- | -- | ----- |
| 2015 | Chevrolet RML Cruze TC1 | Grégoire Demoustier | ARG 1 12 | ARG 2 10 | MAR 1 Rit | MAR 2 Rit | UNG 1 12 | UNG 2 10 | GER 1 13 | GER 2 12 | RUS 1 15 | RUS 2 13 | SLV 1 Rit | SLV 2 13 | FRA 1 13 | FRA 2 14 | POR 1 16 | POR 2 12 | GPN 1 12 | GPN 2 13 | CIN 1 Rit | CIN 2 12 | THA 1 9 | THA 2 10 | QAT 1 18† | QAT 2 11 | 20° | 5     | 6° | 64    |

### TCR International Series
| Anno | Vettura             | Pilota                  | 1         | 2         | 3         | 4        | 5        | 6         | 7         | 8         | 9         | 10        | 11       | 12        | 13        | 14        | 15        | 16        | 17        | 18        | 19        | 20        | 21        | 22        | PP  | Punti | PS | Punti |
| ---- | ------------------- | ----------------------- | --------- | --------- | --------- | -------- | -------- | --------- | --------- | --------- | --------- | --------- | -------- | --------- | --------- | --------- | --------- | --------- | --------- | --------- | --------- | --------- | --------- | --------- | --- | ----- | -- | ----- |
| 2015 | SEAT León Cup Racer | Pepe Oriola             | MAL 1 2   | MAL 2     | CIN 1 Rit | CIN 2 4  | SPA 1    | SPA 2 5   | POR 1 Rit | POR 2 4   | ITA 1 2   | ITA 2 Rit | SAL 1 6  | SAL 2     | RUS 1 2   | RUS 2     | RBR 1 3   | RBR 2     | SIN 1     | SIN 2 3   | THA 1 4   | THA 2 3   | MAC 1 4   | MAC 2 9†  | 2°  | 312   | 2° | 650   |
| 2015 | SEAT León Cup Racer | Jordi Gené              | MAL 1 7   | MAL 2 1   | CIN 1 7   | CIN 2 10 | SPA 1 3  | SPA 2 Rit | POR 1 2   | POR 2 3   | ITA 1 4   | ITA 2     | SAL 1 4  | SAL 2 10  | RUS 1     | RUS 2 5   | RBR 1 4   | RBR 2 3   | SIN 1 6   | SIN 2 1   | THA 1 2   | THA 2 4   | MAC 1 2   | MAC 2 Rit | 3°  | 285   | 2° | 650   |
| 2015 | SEAT León Cup Racer | Sergej Afanas'ev        | MAL 1 3   | MAL 2 Rit | CIN 1 10  | CIN 2 11 | SPA 1 2  | SPA 2 9   | POR 1 11  | POR 2 Rit | ITA 1 11  | ITA 2 NP  | SAL 1 8  | SAL 2 4   | RUS 1 5   | RUS 2 4   | RBR 1 6   | RBR 2 4   | SIN 1 5   | SIN 2 18† | THA 1 3   | THA 2 7   | MAC 1 10  | MAC 2 Rit | 7°  | 134   | 2° | 650   |
| 2015 | SEAT León Cup Racer | Frank Yu                | MAL 1 11  | MAL 2 9   | CIN 1     | CIN 2    | SPA 1    | SPA 2     | POR 1     | POR 2     | ITA 1     | ITA 2     | SAL 1    | SAL 2     | RUS 1     | RUS 2     | RBR 1     | RBR 2     | SIN 1 16  | SIN 2 14  | THA 1     | THA 2     | MAC 1 Rit | MAC 2 NP  | 37° | 2     | 2° | 650   |
| 2015 | SEAT León Cup Racer | Munkong Sathienthirakul | MAL 1     | MAL 2     | CIN 1     | CIN 2    | SPA 1    | SPA 2     | POR 1     | POR 2     | ITA 1     | ITA 2     | SAL 1    | SAL 2     | RUS 1     | RUS 2     | RBR 1     | RBR 2     | SIN 1     | SIN 2     | THA 1 11  | THA 2 9   | MAC 1     | MAC 2     | 38° | 2     | 2° | 650   |
| 2016 | SEAT León TCR       | Pepe Oriola             | BHR 1     | BHR 2 1   | POR 1 8   | POR 2 10 | BEL 1 2  | BEL 2 7   | ITA 1 2   | ITA 2 5   | AUT 1 12† | AUT 2 NP  | GER 1 10 | GER 2 1   | RUS 1 2   | RUS 2 13† | THA 1     | THA 2 11  | SIN 1 3   | SIN 2 14  | MAL 1 4   | MAL 2 12  | MAC 1 15  | MAC 2 3   | 4°  | 241,5 | 1° | 594,5 |
| 2016 | SEAT León TCR       | James Nash              | BHR 1 3   | BHR 2     | POR 1 6   | POR 2 1  | BEL 1 8  | BEL 2 5   | ITA 1 Rit | ITA 2 NP  | AUT 1 2   | AUT 2 4   | GER 1 3  | GER 2 3   | RUS 1 8   | RUS 2 4   | THA 1 2   | THA 2 1   | SIN 1 5   | SIN 2 3   | MAL 1 3   | MAL 2     | MAC 1 18† | MAC 2 8   | 2°  | 264   | 1° | 594,5 |
| 2016 | SEAT León TCR       | Sergej Afanas'ev        | BHR 1 4   | BHR 2 5   | POR 1 5   | POR 2 4  | BEL 1 9  | BEL 2 9   | ITA 1 4   | ITA 2 Rit | AUT 1 Rit | AUT 2     | GER 1 4  | GER 2 4   | RUS 1 13  | RUS 2 7   | THA 1 9   | THA 2 7   | SIN 1 6   | SIN 2 Rit | MAL 1 9   | MAL 2 7   | MAC 1 Rit | MAC 2 NP  | 9°  | 141   | 1° | 594,5 |
| 2017 | SEAT León TCR       | Pepe Oriola             | GEO 1 7   | GEO 2 1   | BHR 1 6   | BHR 2 7  | BEL 1 9  | BEL 2 Rit | ITA 1 3   | ITA 2 8   | AUT 1 5   | AUT 2 Rit | UNG 1 5  | UNG 2     | GER 1 18† | GER 2 Rit | THA 1 21† | THA 2 Rit | CIN 1 5   | CIN 2 5   | EAU 1     | EAU 2 Rit |           |           | 4°  | 164   | 2° | 377   |
| 2017 | SEAT León TCR       | James Nash              | GEO 1 13  | GEO 2 5   | BHR 1 7   | BHR 2    | BEL 1 11 | BEL 2 8   | ITA 1 2   | ITA 2 4   | AUT 1 6   | AUT 2 6   | UNG 1 7  | UNG 2 9   | GER 1 4   | GER 2 Rit | THA 1 Rit | THA 2 7   | CIN 1 9   | CIN 2 3   | EAU 1 4   | EAU 2 11  |           |           | 7°  | 129   | 2° | 377   |
| 2017 | SEAT León TCR       | Hugo Valente            | GEO 1 Rit | GEO 2 9   | BHR 1 2   | BHR 2 3  | BEL 1 15 | BEL 2 Rit | ITA 1 6   | ITA 2 Rit | AUT 1     | AUT 2     | UNG 1    | UNG 2     | GER 1     | GER 2     | THA 1     | THA 2     | CIN 1     | CIN 2     | EAU 1     | EAU 2     |           |           | 16° | 46    | 2° | 377   |
| 2017 | SEAT León TCR       | Daniel Lloyd            | GEO 1     | GEO 2     | BHR 1     | BHR 2    | BEL 1    | BEL 2     | ITA 1     | ITA 2     | AUT 1 11  | AUT 2 7   | UNG 1 6  | UNG 2 Rit | GER 1 2   | GER 2 4   | THA 1 9   | THA 2 11  | CIN 1 Rit | CIN 2 NP  | EAU 1 Rit | EAU 2 NP  |           |           | 15° | 50    | 2° | 377   |